# Setia Ku Di Sini
Setia Ku Di Sini는 말레이시아의 팝 가수 지아나 제인의 세 번째 정규 앨범이다. 1995년 베르텔스만 뮤직 그룹을 통해 발매되었으며 총 180,000장의 판매량을 기록했다.

## 앨범 개요
1993년 2년의 공백을 거쳐 2집 <Ziana Zain>을 발매한 지아나 제인은 이번에도 2년의 공백을 거쳐 3집을 발매했다. 2집처럼 외국곡/번안곡은 없지만, 대신 조금 더 서구화된 모습을 추구하였다.
이번에는 댄스곡/힙합곡이 무려 5곡이나 수록되었는데, 이들은 2번 트랙 <Sangkar Cinta>, 4번 트랙 <Antara Ikhlas Dan Paksa>, 5번 트랙 <Tuduhan>, 6번 트랙 <Kini Ku Mengerti>, 9번 트랙 <Kehadiran Mu>이다. 이 중 <Sangkar Cinta>는 1997년 앨범 <Puncak Kasih>에 편곡되어 11번 트랙으로 수록되었다(CD에 한해서). 반면 다른 곡들은 주로 발라드인데, 1번 트랙 <Tiada Kepastian>, 3번 트랙 <Kemelut di Muara Kasih>, 8번 트랙 <Bersama Akhirnya>, 10번 트랙 <Setia Ku Di Sini>가 발라드곡이다. 특히 <Kemelut di Muara Kasih>는 동년 빈탕 HMI에 출연한 시티 누르할리자에 의해 불렸으며, 이듬해 최고의 노래로 선정되었다. 7번 트랙 <Rantaian Kasih>는 이 앨범의 유일한 락이다(다만, 타 발라드곡/댄스곡에도 락의 요소가 있다). 1번 트랙 <Tiada Kepastian>의 간주 부분은 발라드가 아닌 락의 특징을 지니고 있다.
수록 예정이었던 <Gerhana>가 탈락했으며, 이 노래는 이듬해 라이브 앨범인 <Ziana Zain Unplugged>에 수록되었다.

## 수록곡
- <Tiada Kepastian>
- <Sangkar Cinta>
- <Kemelut di Muara Kasih>
- <Antara Ikhlas Dan Paksa>
- <Tuduhan>
- <Kini Ku Mengerti>
- <Rantaian Kasih>
- <Bersama Akhirnya>
- <Kehadiran Mu>
- <Setia Ku Di Sini>
- <Gerhana>

## 특징
- 1번 트랙 <Tiada Kepastia>, 2번 트랙 <Sangkar Cinta>, 3번 트랙 <Kemelut di Muara Kasih>, 8번 트랙 <Bersama Akhirnya>, 10번 트랙 <Setia Ku Di Sini>는 싱글로 발매되었다.
- <Gerhana>는 이 앨범에 수록되지 않았다.